# Julie Sampson
Julie Ann Sampson Hayward (auch bekannt als Julia Sampson; * 2. Februar 1934 in Los Angeles, Kalifornien; † 27. Dezember 2011 in Newport Beach, Kalifornien) war eine US-amerikanische Tennisspielerin.

## Leben
Sampson, geboren 1934 in Los Angeles, wuchs in San Marino auf und besuchte die Highschool in South Pasadena. Schon als Jugendliche begann sie Tennis zu spielen und gewann 1952 bei den Nationalen US-amerikanischen Meisterschaften der Juniorinnen den Titel. In den Jahren 1952 und 1953 wurde sie jeweils unter den Top-Ten-Tennisspielerinnen der USA geführt.

## Karriere
Sampson stand 1953 in insgesamt sechs Endspielen bei Grand-Slam-Turnieren, von denen sie zwei gewinnen konnte. Den ersten Erfolg feierte sie bei den australischen Tennismeisterschaften (heute Australian Open) im Damendoppel mit ihrer Doppelpartnerin Maureen Connolly, gegen die sie im Einzelbewerb im Finale unterlag. Mit dem Australier Rex Hartwig holte sie noch den Turniersieg der Mixed-Konkurrenz.
Es folgten weitere Finalteilnahmen bei den französischen Tennismeisterschaften (heute French Open) und bei den Wimbledon Championships sowie im Mixed-Doppel bei den US-amerikanischen Meisterschaften (heute US Open).
Julie Sampson verstarb am 27. Dezember 2011 in Newport Beach im Alter von 77 Jahren an den Folgen eines Sturzes.